# Comté de Cherokee (Caroline du Sud)
Pour les articles homonymes, voir Comté de Cherokee.
Le comté de Charleston est l'un des 46 comtés de l'État de Caroline du Sud, aux États-Unis. Son siège est Gaffney. Selon le recensement de 2010, la population du comté est de 55 342 habitants.[réf. nécessaire]

## Géographie
Le comté a une superficie de 1 029 km2, dont 1 017 km2 de terre.[réf. nécessaire]

## Démographie
| 1900   | 1910   | 1920   | 1930   | 1940   | 1950   |
| ------ | ------ | ------ | ------ | ------ | ------ |
| 21 359 | 26 179 | 27 570 | 32 201 | 33 290 | 34 992 |

| 1960   | 1970   | 1980   | 1990   | 2000   | 2010   |
| ------ | ------ | ------ | ------ | ------ | ------ |
| 35 205 | 36 791 | 40 983 | 44 506 | 52 537 | 55 342 |